# 郑昭先
郑昭先（1158年—1225年），字景绍，号日湖，福州长乐县（今福建省福州市长乐区航城街道洋屿村）人。南宋大臣，宋宁宗时参知政事。
郑昭先少年聪颖，宋孝宗淳熙十年（1183年）乡试中第六名，补入太学，宋光宗绍熙元年（1190年）中进士。因为学问没有作成，受业于朱熹。调补浦城主簿，擢升为知归安县。召为试左谏议大夫兼侍读，迁端明殿学士。宋宁宗嘉定七年（1214年）七月，郑昭先以左谏议大夫签书枢密院事，兼权参知政事兼太子宾客。嘉定八年（1215年）七月，拜参知政事。嘉定十一年（1218年），诏授郑昭先金紫光禄大夫兼摄右丞相。郑昭先辞任，宁宗任命他为观文殿学士、少师、吴国公。嘉定十二年（1219年）三月，兼知枢密院事兼参知政事。后因病求释位，嘉定十四年（1221年）十二月，罢职。拜资政殿学士、江南西路安抚使；又请辞，升秩一等，提举杭州洞霄宫。辞归，宋理宗宝庆元年（1225年）郑昭先在洋屿旧居病逝，享年六十八岁。谥号文靖。著有《日湖遗稿》。